# Krajowe Składowisko Odpadów Promieniotwórczych
Krajowe Składowisko Odpadów Promieniotwórczych (KSOP Różan) – jedyne w Polsce składowisko odpadów promieniotwórczych. Znajduje się w miejscowości Różan nad Narwią, w województwie mazowieckim, w powiecie makowskim.
Zgodnie z klasyfikacją Międzynarodowej Agencji Energii Atomowej, jest to składowisko powierzchniowe przeznaczone do ostatecznego składowania odpadów promieniotwórczych i zużytych zamknietych źrodeł promieniotwórczych krótkożyciowych (o okresie połowicznego rozpadu zawartych w nich radioizotopów poniżej 30 lat) nisko- i średnioaktywnych oraz tymczasowego przechowywania materiałów długożyciowych. Docelowo długożyciowe odpady promieniotwórcze zarówno z KSOP Różan, jak i NSPOP (Nowe Składowisko Powierzchniowe Odpadów Promieniotwórczych) mają zostać składowane w SGOP (Składowisko Głębokie Odpadów Promieniotwórczych), jednak nie podjęto jeszcze decyzji o lokalizacji oraz budowie nowego składowiska.
Zgodnie z zapisami Krajowego Planu Postępowania z Odpadami Promieniotwórczymi i Wypalonym Paliwem Jądrowym, zamknięcie KSOP Różan jest planowane na lata 2038–2040, pod warunkiem rozpoczęcia eksploatacji NSPOP, w 2020 roku planowanego na 2033.

## Historia
Składowisko zostało zlokalizowane w dwóch całorocznych fortach obronnych, wybudowanych w latach 1905–1908 na terenie ówczesnego Królestwa Polskiego, w miejscowości Różan. Były to jedne z pierwszych dużych budowli wykorzystujących cement portlandzki na dużą skalę. Forty zachowały się w oryginalnym stanie przez okres I i II wojny światowej. 1 września 1960 wydano decyzję o lokalizacji Centralnej Składnicy Odpadów Promieniotwórczych w fortach Nr. 2 i 3, samo rozpoczęcie eksploatacji miało miejsce w październiku 1961 roku.
Na mocy nowelizacji ustawy Prawo atomowe z dnia 24 czerwca 1994 roku do ustawy wprowadzono pojęcie Krajowego Składowiska Odpadów Promieniotwórczych określone jako „składowisko przeznaczone do przyjmowania i stałego składowania odpadów promieniotwórczych, pochodzących z terenu całego kraju”. Prezes Państwowej Agencji Atomistyki uzyskał uprawnienie do określania, w drodze zarządzenia, które ze składowisk odpadów promieniotwórczych jest Krajowym Składowiskiem Odpadów Promieniotwórczych. Na mocy zarządzenia Prezesa Państwowej Agencji Atomistyki z dnia 2 września 1994 roku Centralna Składnica Odpadów Promieniotwórczych została określona jako Krajowe Składowisko Odpadów Promieniotwórczych.
Po uchwaleniu nowej ustawy Prawo Atomowe z dnia 29 listopada 2000 roku Krajowe Składowisko Odpadów Promieniotwórczych w Różanie, określone w przepisach dotychczasowych, zostało uznane za Krajowe Składowisko Odpadów Promieniotwórczych w rozumieniu nowej ustawy.

## Lokalizacja
Składowisko znajduje się w odległości 90 km od Warszawy, 800 m od rzeki Narew. Składowisko zajmuje powierzchnię 3,374 ha. Ogrodzony teren składowiska zajmuje powierzchnię 3,045 ha, natomiast pas izolacyjny (buforowy), usytuowany za ogrodzeniem składowiska, stanowi różnicę pomiędzy ww. powierzchniami.
Składowisko usytuowane jest na lokalnej kulminacji terenu o rzędnej ok. 122 m n.p.m.. Lokalizację wybrano jako położoną centralnie od punktów odbioru odpadów, na suchym, nieprzepuszczalnym podłożu.
Pierwszy poziom zwierciadła wód podziemnych na terenie KSOP występuje na głębokości 15–25 m.
Rejon Różana położony jest na obszarze określanym strefą asejsmiczną. W historycznej przeszłości nie zanotowano na tym terenie żadnych wstrząsów sejsmicznych.

## Składowane i przechowywane odpady
Na teren składowiska trafiają wyłącznie odpady wcześniej przetworzone w obiektach technologicznych Zakładu Unieszkodliwiania Odpadów Promieniotwórczych w Otwocku.
Na składowisku znajduje się łącznie ok. 4300 m³ odpadów promieniotwórczych o sumarycznej aktywności 44,82 TBq, zgromadzonych tam od początku eksploatacji obiektu.
Stan środowiska i ochrony radiologicznej zarówno KSOP, jak i terenu wokół składowiska jest na bieżąco monitorowany.  Wyniki w formie raportów trafiają do Państwowej Agencji Atomistyki oraz są publikowane na stronie operatora obiektu, czyli Zakładu Unieszkodliwiania Odpadów Promieniotwórczych.